# Old Romney
Old Romney – wieś w Anglii, w hrabstwie Kent, w dystrykcie Folkestone and Hythe. Leży 41 km na południowy wschód od miasta Maidstone i 92 km na południowy wschód od centrum Londynu.